# Murphy (Oklahoma)
Murphy és una concentració de població designada pel cens dels Estats Units a l'estat d'Oklahoma. Segons el cens del 2000 tenia 231 habitants.

## Demografia
Segons el cens del 2000, Murphy tenia 231 habitants, 89 habitatges, i 62 famílies. La densitat de població era de 20,6 habitants per km².
Dels 89 habitatges en un 29,2% hi vivien nens de menys de 18 anys, en un 58,4% hi vivien parelles casades, en un 7,9% dones solteres, i en un 30,3% no eren unitats familiars. En el 22,5% dels habitatges hi vivien persones soles el 10,1% de les quals corresponia a persones de 65 anys o més que vivien soles. El nombre mitjà de persones vivint en cada habitatge era de 2,6 i el nombre mitjà de persones que vivien en cada família era de 3,1.
Per edats la població es repartia de la següent manera: un 29% tenia menys de 18 anys, un 4,3% entre 18 i 24, un 28,1% entre 25 i 44, un 25,1% de 45 a 60 i un 13,4% 65 anys o més.
L'edat mediana era de 39 anys. Per cada 100 dones de 18 o més anys hi havia 100 homes.
La renda mediana per habitatge era de 17.330 $ i la renda mediana per família de 35.227 $. Els homes tenien una renda mediana de 29.125 $ mentre que les dones 12.500 $. La renda per capita de la població era de 10.472 $. Entorn del 13,5% de les famílies i el 22,2% de la població estaven per davall del llindar de pobresa.

## Poblacions més properes
El següent diagrama mostra les poblacions més properes.